# Sennen no Koi - Hikaru Genji Monogatari
Sennen no Koi - Hikaru Genji monogatari (千年の恋 ひかる源氏物語, literalment1000 anys d'amor - Genji Monogatari) és una pel·lícula japonesa de l'any 2001, basada en l'obra clàssica de la literatura japonesa del període Heian, el Genji Monogatari, dirigida per Tonkō Horikawa i escrita per Akira Hayasaka.